# Blue chip

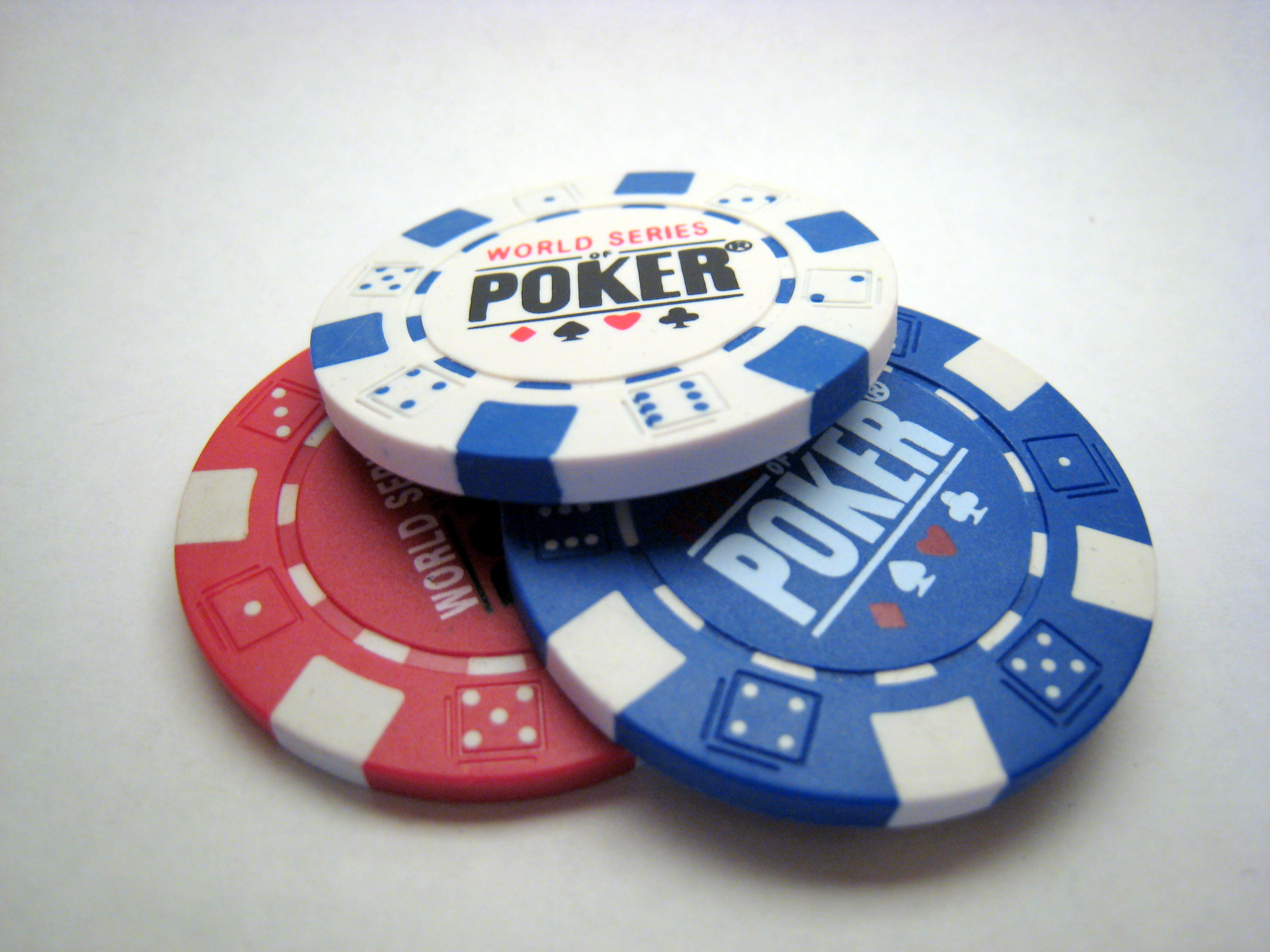
Las "fichas azules" se refieren a las fichas azules que se utilizan en el póquer.

El término blue chip en economía bursátil se utiliza para referirse a empresas bien establecidas, que tengan ingresos estables, valores sin grandes fluctuaciones y que no precisen de grandes ampliaciones de su pasivo. En definitiva, el término se utiliza para hablar de empresas estables con alto nivel de liquidez. El término blue swiss hace referencia a las empresas suizas de capital más estables del mercado con amplia experiencia en los mercados financieros internacionales.
Esta expresión deriva de las fichas azules de los casinos, que representan los valores máximos. La frase fue acuñada por Oliver Gingold del Dow Jones y se cree que se utilizó por primera vez entre 1923 y 1924.
La mayoría de las blue chip establecen de forma regular el pago de dividendos, incluso si la empresa atraviesa una situación más desfavorable que de costumbre.